# ＃よーよーよー
#よーよーよー（#YOYOYO）は、日本の女性アイドルグループ。メンバーはゼロイチファミリア所属。

## 概要
#ババババンビ、#2i2に続くゼロイチファミリア第3のアイドルグループで、事務所の中でも「アイドルとしての能力が低かった『落ちこぼれ』」とされる7人で結成された。
グループは「羊」をモチーフとしており、寝る前に羊を数えるように思い浮かべてもらいたいという意味を込めた「夢でもあえたら」をグループコンセプトとしている。
ファンの総称は「#チェケラー」。

## 略歴

### 2021年
- 12月23日、公式Twitterにてゼロイチファミリアから3組目となるアイドルグループの結成を発表[1]。

### 2022年
- 1月29日、新宿WALLYにてお披露目ライブを開催[4]。チケットの抽選には会場の収容人員の8倍の応募があった[4]。

- 4月4日、新宿FACEにて初のワンマンライブ「#よーよーよー定期公演vol.1『ちぇけらっちょ学園』制服公演」を開催[5]。新曲「僕らの未来。」と「トリップトリップ」を初披露[5]。

- 6月3日、翌4日より森香穂が活動を休止することを発表[6]。

- 8月5日、TOKYO IDOL FESTIVALに初出場[7]。新曲「Get Down!!!」を初披露[7]。

### 2023年
- 1月28日、東京・WWW Xにてデビュー1周年記念ライブ『ひつじ100パーセント 全力でYOYOYO 1st anniversary』を開催[8]。石原さき、姫野ひなの、2名が脱退することが発表され（後にゼロイチファミリア第4のアイドルグループ・#Mooove!に加入）、現在の6人体制での活動は3月12日に出演するイベント『IDORISE!! FESTIVAL 2023』をもって終了することとなり、残りの4名は3月15日に新体制でスタートを切ることになった[8]。
- 3月15日、ライブイベント『#HASHTAG NIGHT vol.6〜春のポカポカ大作戦〜』を開催し、朝丘さくら、楠偉音の2名が加入した6人による新体制をお披露目した[9]。
- 10月、貝賀琴莉が週刊プレイボーイ創刊57周年企画「NIPPONグラドル57人」にグラビアニュージェネレーションの1人として掲載[10]。
- 11月10日、朝丘さくらの活動終了を報告。朝丘は同月3日に行われた撮影会イベントを無断欠席。スタッフが当日早朝から連絡を取り続け、安否を確認するため自宅まで向かうも、彼女の姿を確認することができず。その後、家族を通じて本人の所在の確認はできたものの、本人と連絡が取れないため活動終了となった[11]。

## メンバー
| 名前                        | 生年月日（年齢）      | 担当色               | 出身地       | 身長  | 備考 |
| --------------------------- | --------------------- | -------------------- | ------------ | ----- | --- |
| 由良 ゆら ゆら ゆら         | 2002年6月17日（22歳） | さくらピンク         | 千葉県銚子市 | 151cm | 旧名：白石夢来 |
| 月 なぎさ つき なぎさ       | 2002年4月10日（23歳） | きらきらミント       | 山形県       | 157cm | 旧名：姫なぎさ 元・SLEE ミスiD2022特別賞（夢月賞）                                                                                           |
| 琴 るり こと るり           | 2007年3月9日（18歳）  | ちゅるちゅるオレンジ | 福岡県       | 149cm | 元・Ange et Folletta（Miyuu名義） |
| 楠 偉音 くすのき いおん     | 2002年3月27日（23歳） | ゆきんこホワイト     | 沖縄県       | 156cm | 追加メンバー 本名・旧芸名：佐久川偉音 元・RYUKYU IDOL→らぐぅんぶるぅ→FES☆TIVE（小野寺偉音名義） ミスiD2021ファイナリスト（ベストアイドル賞） |
| 杉井 みぃ すぎい みぃ       | 2007年3月31日（18歳） | いちごジャム         | 愛知県       | 153cm | 追加メンバー 本名・旧芸名：杉井美咲 元・Twinkle（杉井美咲名義） ミスマガジン2025ファイナリスト                                               |
| ゆきみ しおり               | 2003年3月12日（22歳） | ゆめパープル         | 埼玉県       | 159cm | 追加メンバー |
| 上原 れもん うえはら れもん | 1999年2月13日（26歳） | キャンディブルー     | 東京都       | 161cm | 追加メンバー 元・夢みるアドレセンス |

## 元メンバー
| 名前                        | 生年月日（年齢）       | 担当色 | 出身地       | 身長  | 備考                                                               |
| --------------------------- | ---------------------- | ------ | ------------ | ----- | ------------------------------------------------------------------ |
| 森 香穂 もり かほ           | 1997年6月1日（28歳）   | 黄色   | 三重県       | 151cm | 元・STU48 2022年6月4日活動休止、 以後ソロ活動に移行（事実上脱退）  |
| 姫野 ひなの ひめの ひなの   | 2002年11月11日（22歳） | 青色   | 北海道札幌市 | 148cm | 2023年3月12日脱退。 現・#Mooove!                                   |
| 石原 さき いしはら さき     | 2007年2月7日（18歳）   | 赤色   | 東京都       | 164cm | 2023年3月12日脱退。 現・#Mooove!                                   |
| 朝丘 さくら あさおか さくら | 2003年4月8日（22歳）   | 黄色   | 兵庫県       | 160cm | 2023年11月10日活動終了。 同年3月15日より追加メンバーとなっていた。 |
| 貝賀琴莉 かいが ことり      | 2002年1月12日（23歳）  | 紫色   | 茨城県       | 162cm | 2025年5月29日卒業。                                                |

## 作品

### 配信楽曲
| # | 配信開始日 | タイトル                            | 作詞            | 作曲              | 備考                            |
| - | ---------- | ----------------------------------- | --------------- | ----------------- | ------------------------------- |
| 1 | 2023/03/14 | Darling MINE!                       | 東乃カノ        | Yoma              | アルバム『ラムしか勝たん!』収録 |
| 1 | 2023/03/14 | 青い春                              | 出口遼          | 出口遼            | アルバム『ラムしか勝たん!』収録 |
| 1 | 2023/03/14 | 虹色のバス                          | 涼木シンジ      | 涼木シンジ        | アルバム『ラムしか勝たん!』収録 |
| 1 | 2023/03/14 | 僕らの未来。                        | amazuti         | amazuti           | アルバム『ラムしか勝たん!』収録 |
| 1 | 2023/03/14 | トリップトリップ                    | amazuti         | amazuti           | アルバム『ラムしか勝たん!』収録 |
| 1 | 2023/03/14 | 超☆My Way!!                         | 涼木シンジ      | 涼木シンジ        | アルバム『ラムしか勝たん!』収録 |
| 1 | 2023/03/14 | Get Down!!!                         | 湯原聡史        | 湯原聡史          | アルバム『ラムしか勝たん!』収録 |
| 2 | 2024/06/05 | 燃えよ!! にゃんにゃん拳! アチョー!! | amazuti         | amazuti           |                                 |
| 3 | 2024/06/05 | ピーポーピーポー僕 ピーポー         | 小島奏/KOJI oba | KOJI oba/木村孝明 |                                 |
| 4 | 2024/06/12 | BIG LOVE                            | 東乃カノ/小島奏 | amazuti           |                                 |
| 5 | 2024/06/20 | すいーとでびる                      | やぎぬまかな    | KOJI oba          |                                 |
| 6 | 2024/08/14 | 夏色グレイシャルラブ                | amazuti         | amazuti           |                                 |

## ライブ・イベント

### ワンマンライブ・ツアー
- ＃よーよーよー定期公演vol.1『ちぇけらっちょ学園』制服公演（2022年4月4日、新宿FACE）

### イベント・参加ライブ
主なもの
2022年
- お披露目ライブ（1月29日、新宿WALLY） - デビューライブ。
- アイドル甲子園 in 新宿BLAZE-NIGHT-（1月30日、新宿BLAZE）
- にゃんにゃんわいわい（2月3日、渋谷CLUB QUATTRO）
- アイドル甲子園 in Spotify O-EAST（2月28日、Spotify O-EAST）
- ＃HASHTAGNIGHT vol.1（3月15日、Spotify O-WEST）
- @JAM PARTY vol.71（4月10日、横浜みなとみらいブロンテ）
- 大阪ほんまでっかナイト！（5月10日、アメリカ村 FANJ twice）
- ＃HASHTAGNIGHT vol.2（5月30日、Spotify O-EAST）
- DDD~Discovery iDol OKINAWA 1st Side #~（6月10日、桜坂セントラル）
- TIF2022メインステージ争奪戦LIVE＠新宿ReNY（6月18日、新宿ReNY）
- 超NATSUZOME 2022（7月2日 - 3日、幕張海浜公園Gブロック）
- SPARK 2022 in YAMANAKAKO（7月16日 - 18日、山中湖交流プラザきらら）
- ＃HASHTAGNIGHT vol.3（8月2日、Spotify O-EAST）
- TOKYO IDOL FESTIVAL 2022（8月5日・7日、お台場・青海周辺エリア）
- @JAM EXPO 2022（8月27日・28日、横浜アリーナ）

## 書籍

### 雑誌
- B.L.T.2022年3月号（2022年1月24日、東京ニュース通信社）